# Mar de Siberia Oriental
El mar de Siberia Oriental o mar Siberiano del Este (en ruso: Восто́чно-Сиби́рское мо́ре) es un mar marginal del océano Ártico. Situado entre el cabo Ártico, en el norte; la costa continental de Siberia oriental, al sur; el archipiélago de las islas de Nueva Siberia, al oeste e isla de Wrangel al este. Está localizado entre el mar de Láptev, al oeste —con el que comunica por el estrecho de Sánnikov y el estrecho de Láptev— y el mar de Chukotka, al este.
La superficie aproximada de este mar es de unos 913.000 km², estando la mayor parte del año cubierta por hielo. El 70% de su área tiene una profundidad menor de 50 m, y su profundidad máxima es de solamente 155 m. La costa es principalmente plana en el oeste (hasta la desembocadura del río Kolymá), y montañosa en el este. La temperatura media (aire) está entre 0 °C y 2 °C (4 °C en el sur) en verano, alcanzando los -30 °C en invierno.
Su principal puerto es Pevek. Baña las costas de la República de Sajá y de Chukotka. 
No hay islas en medio del mar de Siberia Oriental, y hay muy pocas islas y grupos de islas en sus aguas costeras, como isla Ayon y el archipiélago de las islas Medvezhi. 
Debido a su localización tan al norte este mar está la mayor parte del tiempo cubierto de hielo. Las costas orientales tienen algunos terrenos elevados y colinas, pero las costas occidentales son, en su mayoría de poca altitud y están cubiertas de tundra, pantanos y multitud de pequeños lagos. 
Entre los ríos que desembocan en el mar de Siberia Oriental destacan: Indigirka, Alazeya, Ujandina, Kolymá, Rauchua, Chaun, Paljavaam y Pegtymel.
Las principales actividades industriales de esta zona son la minería y la navegación dentro de la Ruta del Mar del Norte;La pesca comercial está poco desarrollada. La ciudad de Pevek es el puerto y ciudad más septentrional de Rusia.

## Nombre
El nombre actual se asignó al mar el 27 de junio de 1935 por decreto del Gobierno soviético. Antes de eso, el mar no tenía un nombre distinto, y en Rusia se utilizaban indistintamente diversos nombres para referirse a él, como Indigirskoe, Kolymskoe, Severnoe (Norte), Sibirskoe y Ledovitoe (Helado).

## Historia
El mar fue navegado por los rusos, que se trasladaban de una desembocadura a otra en sus kochs a principios del siglo XVII. En 1648, Semión Dezhniov y Fedot Alekséiev recorrieron la costa desde el río Kolymá hasta el río Anádyr y el estrecho de Bering. Exploraciones sistemáticas y levantamientos cartográficos y batimétricos del mar y sus costas fueron recogidas por una serie de expediciones en 1735-42, 1820-24, 1822, 1909, 1911-14.

## Geografía

### Extensión
La Organización Hidrográfica Internacional (IHO) define los límites del mar de Siberia Oriental como sigue:
- Por el oeste. El límite oriental del Mar de Laptev [Desde el extremo norte de la isla Kotelni - a través de la isla Kotelni hasta el cabo Madvejyi. Luego, a través de la isla Malyi, hasta el cabo Vaguin en la isla Great Liakhov. Desde allí hasta el cabo Sviaroy Noss en tierra firme].

- En el norte. Una línea desde el punto más septentrional de la isla de Wrangel (179°30'O) hasta los lados septentrionales de las islas De Long (incluidas las islas Henrietta y Jeannette) y la isla Bennett, y desde allí hasta el extremo septentrional de la isla Kotelni.

- Por el este. Desde el punto más septentrional de la isla de Wrangel, pasando por esta isla, hasta el cabo Blossom, y de ahí hasta el cabo Yakan en tierra firme (176°40'E).

### Topografía

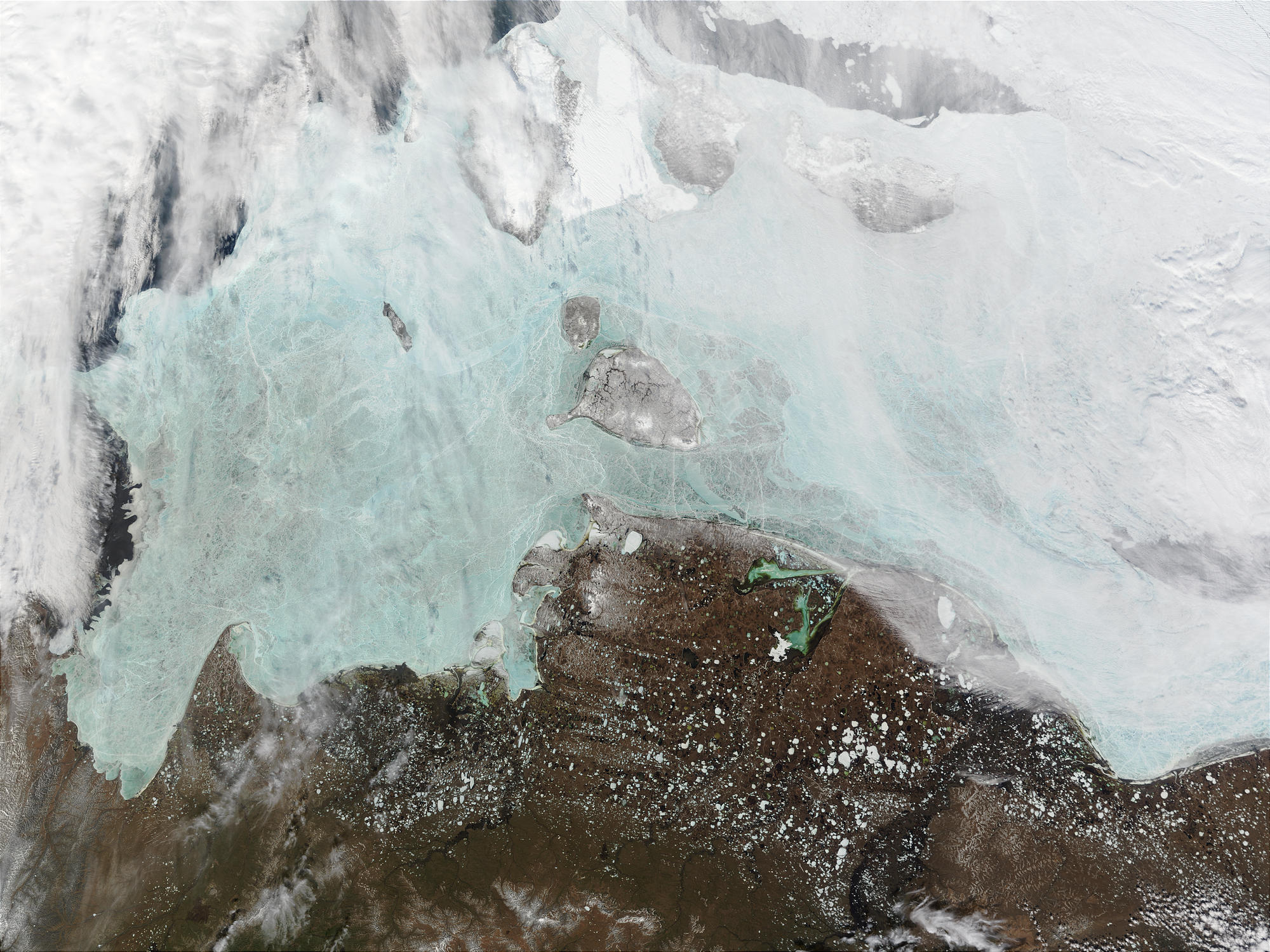
Foto de satélite de las Nuevas Islas Siberianas, con el mar de Laptev a la izquierda y parte del mar de Siberia Oriental a la derecha.

Al estar abierto hacia el océano Ártico en el norte, los principales golfos del mar de Siberia Oriental, como la bahía de Kolyma, el golfo de Kolyma y la bahía de Chaunskaya, se encuentran en sus límites meridionales. No hay islas en el centro del mar de Siberia Oriental, pero hay algunas islas y grupos de islas en sus aguas costeras, como la isla de Ayón y el grupo de islas de Medvyezhi. La superficie total de las islas es de sólo 80 km2. Algunas islas se componen principalmente de arena y hielo y se erosionan gradualmente.
La superficie total de la cuenca es de 1.342.000 km². Entre los ríos que desembocan en el mar de Siberia Oriental, los más importantes son el Indigirka, el Alazeya, el Chukochya, el Kolyma, el Rauchua, el Chaun y el Pegtymel. Sólo unos pocos ríos son navegables. El litoral del mar tiene 3016 km de longitud. Hace grandes curvas, que a veces se adentran en la tierra, y tiene una topografía bastante diferente en las partes oriental y occidental. Son raras las curvas pequeñas y sólo se dan en los deltas de los ríos. La sección costera entre las Nuevas Islas Siberianas y la desembocadura del río Kolyma es uniforme, con pendientes bajas y lentamente variables. Se extiende hacia la tierra hasta la tundra pantanosa llena de numerosos lagos pequeños. En cambio, la costa al este del río Kolyma es montañosa, con acantilados escarpados.
La topografía submarina de la plataforma que forma el fondo marino es una llanura, inclinada de suroeste a noreste, cubierta de una mezcla de limo, arena y piedras y carente de depresiones y elevaciones significativas. Aproximadamente el 70% del mar es inferior a 50 m, con profundidades predominantes de 20 a 25 m. Al noreste, hasta la desembocadura de los ríos Kolyma e Indigirka, hay fosas profundas en el lecho marino, que se atribuyen a los antiguos valles fluviales, ahora sumergidos por el mar. La región de pequeñas profundidades en la parte occidental forma el banco de Novosibirsk. Las mayores profundidades, de unos 150 m, se encuentran en la parte noreste del mar.
El mar de Siberia Oriental está limitado al sur por la llanura de Siberia Oriental, una planicie aluvial compuesta principalmente por sedimentos de origen marino que se remontan a la época en que toda la zona estaba ocupada por el mar de Verkhoyansk, un antiguo mar situado en el borde del cratón siberiano en el periodo pérmico. Con el paso de los siglos, poco a poco, la mayor parte de la zona que limita con el mar, así como el contiguo mar de Laptev al sur, se llenó con los depósitos aluviales de los ríos modernos.

## Navegación
Si bien el mar de Siberia Oriental ofrece rutas de navegación principalmente durante los meses de verano, cuando disminuye el hielo marino, la navegación en esta región ártica es peligrosa y requiere buques especializados, equipos y experiencia. La navegación invernal es extremadamente limitada debido a la extensa cobertura de hielo, destacando la naturaleza estacional y los desafíos de las actividades marítimas en esta área remota y ambientalmente sensible.
Rutas de Navegación
Durante los meses de verano (generalmente de julio a septiembre), el mar de Siberia Oriental experimenta una reducción significativa en el hielo marino debido a las temperaturas más cálidas. Esto permite rutas de navegación más accesibles, especialmente a lo largo de la costa norte y a través de algunas cadenas de islas como las Islas Nuevas Siberianas. La reducción en la extensión del hielo marino facilita las rutas de transporte, principalmente para buques reforzados para hielo y rompehielos.
En contraste, durante los meses de invierno (de octubre a junio), el mar de Siberia Oriental se cubre en gran medida de hielo. El hielo marino puede ser grueso y extenso, creando obstáculos importantes para la navegación. Solo rompehielos especializados o buques diseñados para condiciones de hielo pueden atravesar estas aguas durante este período. La navegación invernal es extremadamente desafiante y limitada debido a las duras condiciones árticas.
Accesibilidad según las estaciones
Durante el verano, la accesibilidad a las rutas de navegación en el mar de Siberia Oriental mejora significativamente debido a la reducción del hielo marino. Este período permite un aumento de las actividades marítimas como el transporte marítimo, expediciones científicas y turismo (aunque limitado) en la región. Sin embargo, incluso en verano, las condiciones pueden ser impredecibles con movimientos de hielo repentinos o tormentas que afectan la navegación.
La navegación invernal está severamente restringida debido a la extensa cobertura de hielo marino. La presencia de láminas de hielo gruesas y crestas de hielo hace casi imposible que los buques convencionales naveguen independientemente sin la asistencia de rompehielos. Por lo tanto, las actividades comerciales de transporte son mínimas y la mayoría del tráfico marino se limita a buques reforzados para hielo o convoyes de rompehielos en carriles designados.
Peligros que Afectan la Navegación
El principal peligro que afecta la navegación en el mar de Siberia Oriental es el hielo marino. Este puede variar desde bloques de hielo delgados hasta formaciones de hielo grueso y multicapas. El movimiento y deriva del hielo marino también pueden representar riesgos, potencialmente atrapando buques o causando colisiones.
El clima ártico puede ser impredecible y severo, con tormentas capaces de generar vientos fuertes, mares agitados y reducción de la visibilidad. Estas condiciones pueden poner en peligro a las embarcaciones y afectar la seguridad de la navegación.
La remotidad del mar de Siberia Oriental y la falta de infraestructura hacen que la navegación sea desafiante. Los buques deben depender de equipos de navegación precisos, cartas de hielo e imágenes satelitales para un paso seguro. El frágil entorno ártico requiere prácticas de navegación cuidadosas para minimizar los impactos en la vida marina y los ecosistemas. Frecuentemente existen regulaciones y directrices estrictas para proteger áreas y especies sensibles.

## Fauna
El mar de Siberia Oriental, alberga una variedad única de fauna marina adaptada a sus extremas condiciones árticas. Muchas especies en el mar de Siberia Oriental han evolucionado adaptaciones para sobrevivir en aguas frías y heladas. Estas incluyen gruesas capas de grasa en mamíferos marinos para el aislamiento, proteínas anticongelantes en peces para prevenir el congelamiento y comportamientos de alimentación especializados para aprovechar al máximo los cambios estacionales en la disponibilidad de alimentos.
El mar de Siberia Oriental, aunque duro y remoto, soporta una gama sorprendentemente diversa de vida marina. Sin embargo, al igual que otras regiones árticas, está cada vez más afectado por el cambio climático, lo que plantea desafíos para el delicado equilibrio de este ecosistema. Comprender y conservar la fauna marina del mar de Siberia Oriental es crucial para mantener la biodiversidad y la integridad ecológica del océano Ártico.
En cuanto a mamíferos marinos, las morsas son encontradas con frecuencia a lo largo de las costas y en los bloques de hielo, las morsas (Odobenus rosmarus) son conocidas por su gran tamaño y colmillos distintivos. Se alimentan de moluscos, especialmente almejas, y son vitales para el ecosistema ártico; también se observa la presencia de ballenas, en especial la ballena boreal (Balaena mysticetus) y la beluga (Delphinapterus leucas) que son vistas estacionalmente en el mar de Siberia Oriental. Migran a través de estas aguas, alimentándose de peces y plancton.  El hielo marino y los témpanos forman parte del hábitat del zorro barbudo, la morsa junto con su depredador el oso polar
Existen colonias de aves marinas en especial las islas en el mar de Siberia Oriental, tales como como las islas Nuevas Siberianas, son hogar de colonias de anidación de varias aves marinas. Especies como los araos, los frailecillos y diversas gaviotas se encuentran aquí, dependiendo de la rica vida marina para su supervivencia.
El bacalao y el abadejo son peces importantes comercialmente y se encuentran en las aguas del mar de Siberia Oriental, apoyando las pesquerías locales y los ecosistemas marinos; también habita en estas aguas la trucha ártica (Salvelinus alpinus) especie de pez de aguas frías, adaptada al clima ártico y alimentándose de peces más pequeños y plancton.
Varias especies de camarones y cangrejos habitan en el lecho marino del mar de Siberia Oriental. Estos crustáceos son una fuente importante de alimento para muchos animales marinos más grandes y aves. Por otra parte bivalvos como las almejas son abundantes en los sustratos arenosos y fangosos del fondo marino, proporcionando alimento para morsas y otros animales filtradores.
A lo largo de la columna de agua, el fitoplancton es la base de la cadena alimentaria marina en el mar de Siberia Oriental. El zooplancton, a su vez, se alimenta de fitoplancton y es consumido por animales más grandes, sosteniendo todo el ecosistema. La floración estival de plancton es breve e intensa, con una producción de hasta 5 millones de toneladas de plancton en agosto y septiembre, mientras que la producción anual es de unos 7 millones de toneladas. La presencia de camarones en las aguas se debe principalmente a la afluencia de los ríos y a la erosión resultante.